# Château-Porcien
Château-Porcien – miejscowość i gmina we Francji, w regionie Grand Est, w departamencie Ardeny.
Według danych na rok 1990 gminę zamieszkiwały 1302 osoby, a gęstość zaludnienia wynosiła 75 osób/km².